# Sheol
Sheol är det svenska melodisk black metal-bandet Naglfars tredje studioalbum, utgivet i maj 2003 på Century Media Records och i Japan på Toy's Factory i mars samma år.
Albumet är bandets sista med sångaren Jens Rydén.
Sheol syftar på en plats i underjorden dit de döda färdas enligt den hebreiska bibeln (tanakh). Platsen omtalas bland annat i toran, motsvarande de gammaltestamentliga Moseböckerna i den kristna bibeln.

## Låtlista
1. "I Am Vengeance" – 5:16
2. "Black God Aftermath" – 6:28
3. "Wrath of the Fallen" – 4:52
4. "Abysmal Descent" – 6:57
5. "Devoured by Naglfar" – 4:32
6. "Of Gorgons Spawned Through Witchcraft" – 4:46
7. "Unleash Hell" – 3:31
8. "Force of Pandemonium" – 5:26
9. "The Infernal Ceremony" (instrumental) – 1:52

## Medverkande
Musiker
- Jens Rydén – sång, keyboard
- Marcus Norman – gitarr, keyboard
- Andreas Nilsson – gitarr
- Kristoffer Olivius – basgitarr, sång
- Mattias Grahn – trummor

Bidragande musiker
- Nils Johansson – keyboard

Produktion
- Nils Johansson – inspelningstekniker
- Niklas Sundin – omslagskonst
- Jens Rydén – albumkonst, layout, logotyp
- Ingrid Sjöberg – foto